# Ricardo Conde
Ricardo Conde Rosales (Barcellona, 4 novembre 1930 – Barcellona, 2 settembre 1994) è stato un nuotatore e pallanuotista spagnolo.

## Carriera
Era un atleta del Club Natació Barcelona. 
Ha partecipato ai Giochi di Helsinki 1952, sia come nuotatore, gareggiando nei 100m sl, sia come pallanuotista. Fu selezionato anche per la Staffetta 4x200m, ma alla fine non vi gareggiò.
Ai I Giochi del Mediterraneo, ha vinto, 1 bronzo nella Staffetta 3x100m misti, ed 1 oro nella pallanuoto.